# Elecciones estatales de Colima de 1997
Las elecciones estatales de Colima de 1997 se llevaron a cabo el domingo 6 de julio de 1997, simultáneamente con las principales Elecciones federales, y en ellas se renovaron los siguientes cargos de elección popular en el estado mexicano de Colima:
- Gobernador de Colima. Titular del Poder Ejecutivo del estado, electo para un periodo de seis años no reelegibles en ningún caso, el candidato electo fue Fernando Moreno Peña.
- 10 ayuntamientos. Compuestos por un Presidente Municipal y regidores, electos para un periodo de tres años no reelegibles para el periodo inmediato.
- 16 Diputados al Congreso del Estado. Electos por mayoría relativa en cada uno de los Distrito Electorales.

## Resultados electorales

### Gobernador
|  | 37.2 % |

|  | 41.5 % |

|  | 15.9 % |

|  | 2.5 % |

|  | 100.00 % |

### Ayuntamientos

#### Ayuntamiento de Colima
- Carlos Vázquez Oldenbourg  Hecho

#### Ayuntamiento de Manzanillo
- Martha Sosa Govea  Hecho

#### Ayuntamiento de Tecomán
- Gustavo Vázquez Montes  Hecho

#### Ayuntamiento de Armería
- Rubén Vélez Morelos  Hecho

#### Ayuntamiento de Villa de Álvarez
- Jesús Dueñas Llerenas  Hecho

#### Ayuntamiento de Minatitlán
- Fidel Figueroa Chavira  Hecho

#### Ayuntamiento de Comala
- Jesús Fuentes Martínez  Hecho

#### Ayuntamiento de Ixtlahuacán
- Daniel Contreras Lara  Hecho

#### Ayuntamiento de Cuauhtémoc
- José de Jesús Plascencia Herrera  Hecho

#### Ayuntamiento de Coquimatlán
- Manuel Pizano Ramos  Hecho